# Sidymella obscura
Sidymella obscura är en spindelart som först beskrevs av Cândido Firmino de Mello-Leitão 1929. 
Sidymella obscura ingår i släktet Sidymella och familjen krabbspindlar. Inga underarter finns listade i Catalogue of Life.